# Sycettusa
Sycettusa é um gênero de esponja marinha da família Heteropiidae.

## Espécies
- Sycettusa connexiva (Poléjaeff, 1883)
- Sycettusa simplex (Jenkin, 1908)
- Sycettusa stauridia (Haeckel, 1872)
- Sycettusa tenuis Borojevic & Klautau, 2000